# Poetizmi
Poetizmi su riječi karakteristične za pjesnički funkcionalni stil hrvatskoga jezika. Izvan poezije pojavljuju se vrlo rijetko ili nikada.
Najčešće se pojavlju u pjesmama. Ukratko, poetizmi su pjesničke riječi.

## Primjeri poetizama
- cjelov, djeva, plam, sanak, veličajan, pramajka, Bogomajka, snijezi, brijezi, dusi...